# Destroy Everything You Touch
Artykuł ten został zgłoszony do umieszczenia na stronie głównej w rubryce „Czy wiesz”.
Pomóż nam go sprawdzić: oceń zgłoszoną nominację.
„Destroy Everything You Touch” – singel brytyjskiego zespołu muzyki elektronicznej Ladytron, wydany 19 września 2005 roku nakładem wytwórni Island Records. Ukazał się na płycie kompaktowej oraz płytach gramofonowych 7" i 12", a w kolejnych latach także w wersji elektronicznej.
Jest to drugi singel z trzeciego albumu studyjnego Witching Hour, wydanego 3 października 2005 roku. Zadebiutował na 42. miejscu listy UK Singles Chart, co było najwyższą pozycją, jaką kiedykolwiek osiągnął singel zespołu Ladytron.
„Destroy Everything You Touch” stał się przełomowym utworem dla zespołu i był ich najpopularniejszą piosenką do czasu, aż ich utwór „Seventeen” z 2002 roku stał się viralem na TikToku w 2021 roku. 
Piosenka „Destroy Everything You Touch” znalazła się na 137. miejscu na liście „500. najlepszych utworów lat 2000.” magazynu Pitchfork. 

## Wydanie
Singel „Destroy Everything You Touch”, wydany nakładem brytyjskiego wydawnictwa Island Records, miał swoją premierę 19 września 2005 roku na płycie kompaktowej, a także tego samego dnia ukazała się limitowana wersja na płycie siedmiocalowej. Wydano także w tym samym roku wersje promocyjne na płytach dwunastocalowych. Wydania te zawierały prócz singlowej wersji utworu także remiksy stworzone przez Toma Neville'a czy grupy Archigram i Hot Chip.
Singel nagrano w Elevator Studios w Liverpoolu, a w londyńskim Sahara Sound wykonano dodatkowe nagrania i miksowanie.
Piosenka „Destroy Everything You Touch” pojawiła się na minialbumie The Harmonium Sessions z 2006 roku, który zawiera jej akustyczną wersję wykonaną w Jonesy's Jukebox w Los Angeles, improwizowaną ze Stevem Jonesem.
W 2007 roku singel „Destroy Everything You Touch” został ponownie wydany na płycie kompaktowej przez niemiecką wytwórnię Major Records, a 29 października tego samego roku przez amerykańską wytwórnię So Sweet Records. Reedycje te zawierały prócz radiowej wersji piosenki także remiksy m.in. zespołów Playgroup, Hot Chip i Simian Mobile Disco czy muzyka Vectora Loversa. Utwór „Destroy Everything You Touch” został zremiksowany także przez Sashę, a jego wersja pojawiła się na albumie z miksami i remiksami Invol2ver, wydanym 8 września 2008 roku. 
Wersja utworu „Destroy Everything You Touch” wykonana na żywo w londyńskiej Astorii 16 lipca 2008 roku ukazała się na albumie koncertowym Live at London Astoria 16.07.08, wydanym w kwietniu 2009 roku. 28 marca 2011 roku nakładem wytwórni Nettwerk ukazała się kompilacja z największymi przebojami zespołu, w którym znalazł się m.in. utwór „Destroy Everything You Touch” jako jej pierwsza piosenka. Również tego samego roku, 21 kwietnia ukazały się w wersji elektronicznej dwa remiksy utworu „Destroy Everything You Touch” stworzone przez Krisa Menacego nakładem wydawnictwa Nettwerk.
23 stycznia 2023 roku zespół wydał swoim nakładem singel „Destroy Everything You Touch” z remiksami muzyka Space Motion, a 12 stycznia 2024 roku ukazał się utwór „Destroy Everything You Touch (Vector Lovers Lost Version)”.

## Krytyczny odbiór
Piosenkę w The Guardian na początku października 2005 roku opisano jako „mroczną i okrutną, z refrenem tak niezapomnianym, że nie tyle wkrada się do ucha, co od razu łączy się z Black and Deckerem”. 
Heather Phares z serwisu AllMusic w swojej recenzji albumu Witching Hour opisała utwór „Destroy Everything You Touch” jako „genialnie melodramatyczny” i „lekko gotycki”. Określiła go też jako „jeden z najlepszych utworów w swojej dotychczasowej twórczości”. 
Mark Pytlik z magazynu Pitchfork opisał „Destroy Everything You Touch” jako utwór „z energicznym refrenem i mrożącą krew w żyłach produkcją, która brzmi równie mocno jak shoegaze, co synthpop”. Podkreślił dodatkowo, że „jest to prawdopodobnie najbardziej pewny siebie i groźny utwór, jaki kiedykolwiek stworzyli”. 
Na łamach Clash Magazine w październiku 2007 roku podczas wydania reedycji singla „Destroy Everything You Touch” chwalono go za „seksowny wokal, mechaniczne rytmy i fajne, chwytliwe melodie”.
Amy Granzin z magazynu Pitchfork w sierpniu 2009 roku opisała utwór jako „krótką lekcję odroczonej gratyfikacji – wyważone przejście od wstępu i wersu z wyraźną melodią do potężnego refrenu”.

## Teledysk
Teledysk do utworu „Destroy Everything You Touch” wydany został 8 sierpnia 2005 roku. Jego reżyserem był Adam Bartley, a producentem John Adams. Nagrano go w brytyjskim Exposure Films. Na teledysku przedstawiono krajobraz górski, na którym w ośnieżone pasma wkomponowano ludzkie głowy członków zespołu.

## Twórcy
- Daniel Hunt, Reuben Wu – instrumenty klawiszowe, perkusja elektroniczna
- Helen Marnie, Mira Aroyo – instrumenty klawiszowe, wokal
- Ladytron – producent
- Jim Abbiss(inne języki) – współproducent
- Daniel Hunt – autor tekstu

Źródła:

## Lista utworów
| „Destroy Everything You Touch” (CD – Island Records – CID 905), UK, 2005 | „Destroy Everything You Touch” (CD – Island Records – CID 905), UK, 2005 | „Destroy Everything You Touch” (CD – Island Records – CID 905), UK, 2005 |
| Nr                                                                       | Tytuł utworu                                                             | Długość                                                                  |
| ------------------------------------------------------------------------ | ------------------------------------------------------------------------ | ------------------------------------------------------------------------ |
| 1.                                                                       | „Destroy Everything You Touch (Single Version)”                          | 3:52                                                                     |
| 2.                                                                       | „Seventeen '05”                                                          | 7:18                                                                     |
|                                                                          |                                                                          | 11:10                                                                    |

| „Destroy Everything You Touch” (CD, wersja rozszerzona – Island Records – CIDX 905), UK, 2005 | „Destroy Everything You Touch” (CD, wersja rozszerzona – Island Records – CIDX 905), UK, 2005 | „Destroy Everything You Touch” (CD, wersja rozszerzona – Island Records – CIDX 905), UK, 2005 |
| Nr                                                                                            | Tytuł utworu                                                                                  | Długość                                                                                       |
| --------------------------------------------------------------------------------------------- | --------------------------------------------------------------------------------------------- | --------------------------------------------------------------------------------------------- |
| 1.                                                                                            | „Destroy Everything You Touch (Single Version)”                                               | 3:52                                                                                          |
| 2.                                                                                            | „Nothing To Hide”                                                                             | 3:49                                                                                          |
| 3.                                                                                            | „Destroy Everything You Touch (Playgroup Vocal Edit)”                                         | 5:25                                                                                          |
| 4.                                                                                            | „Destroy Everything You Touch (Hot Chip Remix Edit)”                                          | 6:50                                                                                          |
|                                                                                               |                                                                                               | 19:56                                                                                         |

| „Destroy Everything You Touch” (7", Island Records – IS 905), UK, 2005 | „Destroy Everything You Touch” (7", Island Records – IS 905), UK, 2005 | „Destroy Everything You Touch” (7", Island Records – IS 905), UK, 2005 |
| Nr                                                                     | Tytuł utworu                                                           | Długość                                                                |
| ---------------------------------------------------------------------- | ---------------------------------------------------------------------- | ---------------------------------------------------------------------- |
| 1.                                                                     | „Destroy Everything You Touch”                                         | 4:21                                                                   |
| 2.                                                                     | „Citadel”                                                              | 3:40                                                                   |
|                                                                        |                                                                        | 8:01                                                                   |

| „Destroy Everything You Touch” (12", wersja promocyjna, Island Records – 12 IS 905 DJ), UK, 2005 | „Destroy Everything You Touch” (12", wersja promocyjna, Island Records – 12 IS 905 DJ), UK, 2005 | „Destroy Everything You Touch” (12", wersja promocyjna, Island Records – 12 IS 905 DJ), UK, 2005 |
| Nr                                                                                               | Tytuł utworu                                                                                     | Długość                                                                                          |
| ------------------------------------------------------------------------------------------------ | ------------------------------------------------------------------------------------------------ | ------------------------------------------------------------------------------------------------ |
| 1.                                                                                               | „Destroy Everything You Touch (Hot Chip Remix)”                                                  |                                                                                                  |
| 2.                                                                                               | „Destroy Everything You Touch (Vector Lovers Mix)”                                               |                                                                                                  |
| 3.                                                                                               | „Destroy Everything You Touch (Album Version)”                                                   |                                                                                                  |

| „Destroy Everything You Touch” (12", wersja promocyjna, Island Records – 12 ISX 905 DJ), UK, 2005 | „Destroy Everything You Touch” (12", wersja promocyjna, Island Records – 12 ISX 905 DJ), UK, 2005 | „Destroy Everything You Touch” (12", wersja promocyjna, Island Records – 12 ISX 905 DJ), UK, 2005 |
| Nr                                                                                                | Tytuł utworu                                                                                      | Długość                                                                                           |
| ------------------------------------------------------------------------------------------------- | ------------------------------------------------------------------------------------------------- | ------------------------------------------------------------------------------------------------- |
| 1.                                                                                                | „Destroy Everything You Touch (Tom Neville Remix)”                                                |                                                                                                   |
| 2.                                                                                                | „Destroy Everything You Touch (Tom Neville Dub)”                                                  |                                                                                                   |
| 3.                                                                                                | „Destroy Everything You Touch (Playgroup Vocal)”                                                  |                                                                                                   |
| 4.                                                                                                | „Destroy Everything You Touch (Archigram Remix)”                                                  |                                                                                                   |

| „Destroy Everything You Touch” (CD, Major Records – 356.0231.122), DE, 2007 | „Destroy Everything You Touch” (CD, Major Records – 356.0231.122), DE, 2007 | „Destroy Everything You Touch” (CD, Major Records – 356.0231.122), DE, 2007 |
| Nr                                                                          | Tytuł utworu                                                                | Długość                                                                     |
| --------------------------------------------------------------------------- | --------------------------------------------------------------------------- | --------------------------------------------------------------------------- |
| 1.                                                                          | „Destroy Everything You Touch (Radio Edit)”                                 | 3:52                                                                        |
| 2.                                                                          | „Destroy Everything You Touch (Playgroup Version)”                          | 7:47                                                                        |
| 3.                                                                          | „Destroy Everything You Touch (Hot Chip Remix)”                             | 7:12                                                                        |
| 4.                                                                          | „Destroy Everything You Touch (Vector Lovers Remix)”                        | 7:56                                                                        |
|                                                                             |                                                                             | 26:47                                                                       |

| „Destroy Everything You Touch” (CD, So Sweet Records – SWEET0077CD), US, 2007 | „Destroy Everything You Touch” (CD, So Sweet Records – SWEET0077CD), US, 2007 | „Destroy Everything You Touch” (CD, So Sweet Records – SWEET0077CD), US, 2007 |
| Nr                                                                            | Tytuł utworu                                                                  | Długość                                                                       |
| ----------------------------------------------------------------------------- | ----------------------------------------------------------------------------- | ----------------------------------------------------------------------------- |
| 1.                                                                            | „Destroy Everything You Touch (Radio Edit)”                                   | 3:50                                                                          |
| 2.                                                                            | „International Dateline (Simian Mobile Disco Remix)”                          | 5:18                                                                          |
| 3.                                                                            | „International Dateline”                                                      | 4:16                                                                          |
| 4.                                                                            | „Destroy Everything You Touch (White Heat On The Money Edit)”                 | 4:18                                                                          |
|                                                                               |                                                                               | 17:42                                                                         |

## Pozycje na listach przebojów
| Organizacja             | Lista                     | Najwyższa pozycja | Źr.   |
| ----------------------- | ------------------------- | ----------------- | ----- |
| Official Charts Company | UK Singles Chart          | 42                | [ 7 ] |
| Official Charts Company | UK Physical Singles Chart | 35                | [ 7 ] |

## Wykorzystanie w mediach
| Dzieło                       | Typ       | Rok  | Uwagi                 | Źr.    |
| ---------------------------- | --------- | ---- | --------------------- | ------ |
| FIFA World Cup 2006          | gra wideo | 2006 | brak                  | [ 39 ] |
| Ciastko z niespodzianką      | film      | 2007 | brak                  | [ 40 ] |
| Nieodebrane połączenie       | film      | 2008 | brak                  | [ 41 ] |
| Mamut                        | film      | 2009 | brak                  | [ 42 ] |
| Wrześniowy numer             | film      | 2009 | brak                  | [ 43 ] |
| Série noire                  | serial TV | 2014 | sezon 1.              | [ 44 ] |
| Heathers                     | serial TV | 2018 | brak                  | [ 45 ] |
| Saltburn                     | film      | 2023 | brak                  | [ 46 ] |
| The Boulet Brothers' Dragula | serial TV | 2024 | sezon 5., odcinek 10. | [ 47 ] |

## Nagrody i wyróżnienia
| Rok  | Nagroda                       | Kategoria                         | Nota      | Źr.    |
| ---- | ----------------------------- | --------------------------------- | --------- | ------ |
| 2006 | MVPA Awards                   | Najlepszy debiut reżyserski       | Nominacja | [ 48 ] |
| 2006 | PLUG Independent Music Awards | Piosenka roku                     | Nominacja | [ 49 ] |
| 2006 | Popjustice £20 Music Prize    | Najlepszy brytyjski singel popowy | Nominacja | [ 50 ] |